# Jeeves übernimmt das Ruder

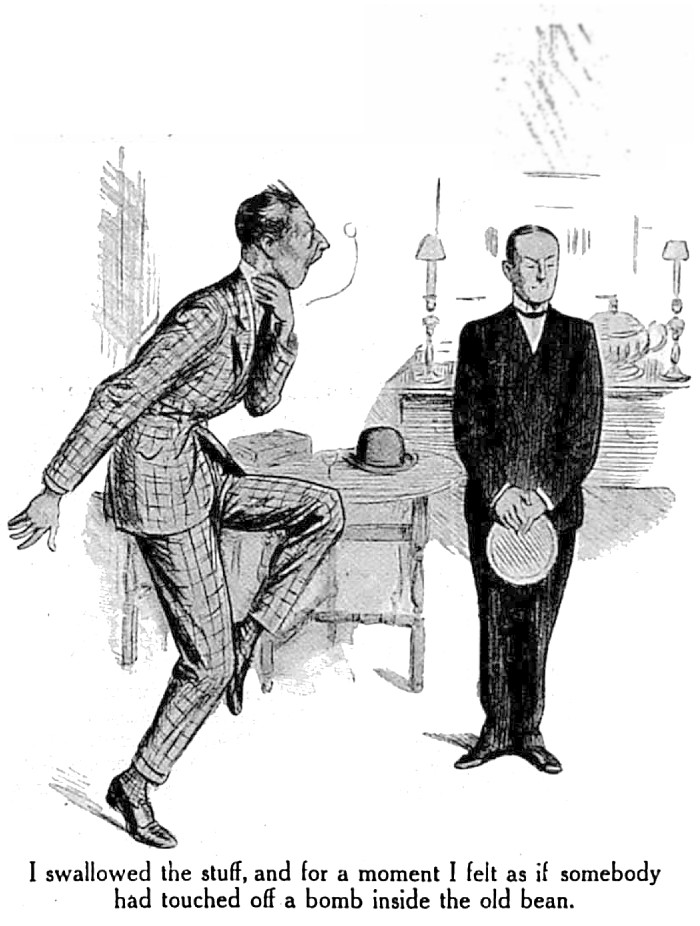
Illustration von A. Wallis Mills, 1923

Jeeves übernimmt das Ruder (Originaltitel: Jeeves Takes Charge) ist eine Kurzgeschichte des britisch-amerikanischen Schriftstellers P. G. Wodehouse, die am 18. November 1916 erstmals in den Vereinigten Staaten in The Saturday Evening Post veröffentlicht wurde und in Großbritannien im April 1923 in der Ausgabe des Strand Magazines erschien. 1925 wurde sie in der Kurzgeschichtensammlung Carry on, Jeeves in Buchform veröffentlicht.
Die Kurzgeschichte handelt vom ersten Zusammentreffen zwischen dem Kammerdiener Jeeves und Bertram „Bertie“ Wooster, aus dessen Perspektive die Geschichte erzählt ist. Sowohl Jeeves als auch Bertie zählen zu den bekanntesten fiktiven Personen im erzählerischen Werk von Wodehouse. Wodehouse hatte die Figur von Jeeves bereits ein Jahr zuvor in der Kurzgeschichte „Extricating Young Gussie“ eingeführt, dort jedoch nur kurz erwähnt.
In Jeeves übernimmt das Ruder zeigen sich bereits wesentliche Charakterzüge dieser Figur, auf die Wodehouse bis 1974 (in „Aunts Aren’t Gentlemen“) als Protagonist von Erzählungen und Romanen zurückgriff. So sorgt Jeeves in dieser Kurzgeschichte dafür, dass die Verlobung von Bertie mit der aus Jeeves Sicht ungeeigneten Partnerin Florence Craye zerbricht und Bertie einen auffällig karierten Anzug weniger besitzt. Der Schutz Berties vor dem Eingehen ehelicher Verbindungen und die Bereinigung von Berties Garderobe um dessen geschmackliche Fehlentscheidungen sind wiederkehrende Motive auch in späteren Erzählungen und Romanen.

## Handlung
Mit den ersten Sätzen der Kurzgeschichte macht P. G. Wodehouse deutlich, dass Bertie diese Geschichte im Rückblick erzählt: Jeeves ist schon seit etwa sechs Jahren Berties Kammerdiener und viele der Personen in Berties Umfeld sind der Ansicht, dass Bertie mittlerweile abhängig von Jeeves ist. Berties Tante Agatha geht sogar so weit, Jeeves für eine Art Wärter ihres Neffens zu halten. Bertie selbst gesteht ein, dass er bereits ab der ersten Woche, in der er Jeeves als Kammerdier beschäftigte, alle Entscheidungen über seine Angelegenheiten Jeeves überlassen habe.

### Jeeves' Engagement
Bertie Wooster ist gerade von Easeby, dem in Shropshire gelegenen Landsitz seiner Onkels Willoughby nach London zurückgekehrt. Anlass für die Rückkehr ist die Tatsache, dass er eines neuen Kammerdieners bedarf. Er hat Meadowes, der bislang diese Rolle innehatte, dabei ertappt, wie er Seidensocken stahl und musste diesen daraufhin notgedrungen entlassen. Nach London mitgebracht hat Bertie ein gewichtiges religionsphilosophisches Werk, nämlich Types of Ethical Theory von James Martineau. Es ist keine ganz freiwillig gewählte Lektüre. Lady Florence Craye, seit kurzem Berties Verlobte und erpicht darauf, dessen Bildungsniveau zu heben, hat ihm dieses Werk ans Herz gelegt.
Pflichterfüllt beginnt Bertie in seiner Londoner Wohnung das Werk zu studieren, fühlt seinen Kopf aber bald mit unerträglicher Schwere angefüllt. Er wird durch die Ankunft von Jeeves gestört, den eine Agentur als möglichen Ersatz für den entlassenen Kammerdiener vorbeischickt. Bertie ist beeindruckt davon, dass Jeeves anders als der plattfüßig herumstapfende Meadowes so geräuschlos „wie ein heilender Zephyr“ in die Wohnung hinein schwebt. Jeeves erfasst auch sofort den angegriffenen Gemütszustands von Bertie. Aus der Küche, in der er sogleich lautlos verschwindet, bringt er Bertie einen Cocktail, der unter anderem Worcestershiresauce für die Farbe, ein rohes Ei zur Stärkung und Cayennepfeffer für den Kick enthält. Bei Bertie zeigt sich sofort die Wirkung dieser Mischung: Es fühlt sich für ihn an, als wäre alles in dieser Welt wieder in Ordnung.

„Sie sind engagiert!, sagte ich, sobald ich wieder sprechen konnte.“

Jeeves erkennt in dem auf dem Kaminsims stehenden Bild Lady Florence Craye wieder und erwähnt kurz das exzentrische Wesen ihres Vaters, Lord Worplesdon, bei dem er seine Anstellung aufgab, nachdem seine Lordschaft darauf bestand, in Anzughose, Flanellhemd und Jagdrock zu Abend zu speisen. Bertie gesteht Jeeves, dass Lady Florence seine frisch Verlobte sei. Obwohl Jeeves darauf höflich antwortet, kommt Bertie nicht umhin, eine gewisse skeptische Haltung bei seinem Kammerdiener zu bemerken.
Jeeves bringt kurz darauf ein Telegramm von ebendieser Florence, in der sie Bertie um seine sofortige Rückkehr nach Easeby bittet. Etwas außerordentlich Dringliches habe sich ereignet. Jeeves beginnt zu packen und kommt nicht umhin anzudeuten, dass Berties anstellte des gewählten, lebhaft gemusterten Anzugs doch einen Anzug in einem Braun- oder Blauton mit einem dezenten Twill wählen könnte. Bertie erklärt dies für eine absolut blödsinnige Idee, worauf Jeeves nur höflich reagiert.

### Rückkehr nach Easeby
Bereits am Nachmittag erreichen Bertie und Jeeves Easeby, den Landsitz von Berties Onkel Willoughby, von dem Bertie finanziell unterstützt wird. Willoughby steht in dem Ruf, ein Mann von größtem Anstand und Benehmen zu sein. Bertie weiß jedoch, dass seine Jugend nicht ganz ohne dunkle Flecken war.
Noch kann Bertie sich nicht erklären, was seine Rückkehr dorthin so dringlich macht. Er wird vom Butler des Hauses direkt nach seiner Ankunft zu seiner Verlobten geführt. Diese hatte, wie von Bertie empfohlen, versucht Willoughby für sich einzunehmen, indem sie sich von ihm seine fast fertige Geschichte der Familie vorlesen lässt. Diese steht zu Willoughby Stolz kurz vor der Veröffentlichung.
Willoughby ist dem Wunsch Florence gerne gefolgt und hat ihr aus seinem Werk vorgetragen. Florence muss jedoch zu ihrem Entsetzen feststellen, dass es weniger eine Familiengeschichte als eine Erinnerung Willoughbys an seine nicht immer lupenreine Vergangenheit ist. Schlimmer noch, die Erinnerungen enthalten auch zahlreiche detaillierte Geschichte über Personen, die im öffentlichen Ansehen Anstand und Sitte verkörpern. Nicht nur der ehrwürdige Lord Emsworth findet in Willoughbys Erinnerungen unvorteilhafte Erwähnung, auch Lord Worplesdon, Florences Vater, taucht in nahezu jeder der wilden Geschichten aus Willoughbys Jugend auf.
Florence ist aufgebracht über das, was sie über ihren Vater erfährt und fürchtet mehr noch die Reaktionen, wenn diese Erinnerungen öffentlich werden. Willoughby plant, das Manuskript bereits am nächsten Tag an Riggs and Ballinger zu senden, einem Verlagshaus, das auf solche skandalösen Erinnerungen spezialisiert ist. Sie verlangt von Bertie, dass er vorher das Manuskript abfängt und zerstört – eine Tat, die sie selber nicht durchführen kann, da sie noch an diesem Tag abreisen muss. Es kommt zum Streit zwischen dem eher zögerlichen Bertie und Florence, indem diese ihm versichert, dass sie ihn niemals heiraten werde, wenn dieses Manuskript öffentlich wird.

### Das gestohlene Paket
Am nächsten Tag führt Bertie Florences Wunsch zumindest teilweise aus: Als sein Onkel das Paket auf einem Tisch ablegt, damit es zur Post gebracht wird, nimmt Bertie das Paket an sich und schließt es in seinem Zimmer in der Schublade eines Schrankes ein. Beobachtet wird er dabei von Edwin, dem jüngeren Bruder von Florence. Das Fehlen des Paketes bleibt nicht lange unbemerkt; Durch ein Telefonat mit seinem Verleger findet Willoughby bald heraus, dass dort kein Paket angekommen ist. Und auch Butler Oakshott bestätigt, dass unter den Sachen, die Willoughby am Tag zuvor zur Post bringen ließ, sich keinerlei Paket befand. Willoughby bleibt nur ein Schluss: Jemand hat das Paket gestohlen, möglicherweise ein Kleptomane, denn auch andere Dinge sind in den letzten Wochen aus dem Haus verschwunden.
Während eines Gartenspaziergangs hört Bertie eine Unterhaltung zwischen Willoughby und Edwin, in deren Verlauf Edwin Willoughby darüber in Kenntnis setzt, er habe beobachtet, wie Bertie ein verdächtiges Paket in sein Zimmer gebracht und dort in einer Schublade eingeschlossen habe. Willoughby glaubt zwar nicht, dass Bertie etwas mit dem Verschwinden seines Manuskriptes zu tun hat. Edwin überzeugt Willoughby jedoch, dass er den fraglichen Schrank untersuchen könne, wenn er behaupte, dass der vorherige Gast dort etwas vergessen habe.
Bertie eilt in sein Zimmer, um das Paket an einen anderen Ort zu bringen, kann aber den Schlüssel zu der Schublade nicht finden. Er ist immer noch auf verzweifelter Schlüsselsuche als Willoughby hinzukommt und mit der Behauptung, er suche nach dem Zigarettenetui des letzten Gastes, das Zimmer ebenfalls zu untersuchen beginnt. In dem Moment, in dem er sich der verschlossenen Schublade nähert, betritt Jeeves den Raum und bringt den vermissten Schlüssel. Er habe ihn in Bertie Garderobe des vorherigen Abends gefunden. Bertie befürchtet, dass sein Eingreifen nun entdeckt sei. Entgegen seinen Erwartungen erweist sich die Schublade jedoch als leer. Nachdem Willoughby erfolglos den Raum verlassen hat, informiert Jeeves seinen Arbeitgeber, dass er es für weiser gehalten habe, das Paket an einen anderen Ort zu verbringen. Jeeves hat am Abend zuvor die Unterhaltung zwischen Florence und Bertie hört und weiß deshalb, was sich in dem Paket befindet. Bertie entscheidet, dass es klüger ist, das Paket in der Obhut von Jeeves zu belassen.

### Florence kehrt zurück
Florence kehrt drei Tage nach diesem Vorfall nach Easeby zurück und nutzt die erste sich bietende Gelegenheit, um Bertie nach dem Verbleib des Paketes zu befragen. Willoughby kommt hinzu, noch bevor Bertie ihr berichten kann, was sich ereignet hat und erzählt stolz, dass das Paket mit dem Manuskript mittlerweile bei seinem Verleger eingetroffen ist. Die wütende Florence löst sofort die Verlobung und wirft Bertie vor, dass dieser nur deswegen so zögerlich gehandelt habe, weil er die Sorge habe, dass Willoughby ihm den Geldhahn zudrehe.
Bertie sucht nach Jeeves und verlangt nach einer Erklärung. Jeeves informiert seinen Arbeitgeber, dass er bewusst das Paket mit dem Manuskript nach London geschickt habe. Nach seiner Ansicht überschätzen sowohl Florence als auch Bertie die Wirkung, die eine solche Lebensbeichte in der Öffentlichkeit habe. Bertie sieht sich auf Grund dieses eigenmächtigen Handelns seines Kammerdieners gezwungen, Jeeves sofort aus seinen Diensten zu entlassen. Die Entlassung gibt Jeeves die Gelegenheit, offener, jedoch stets höflich verbindlich Stellung zu nehmen: Florence und Bertie passen seiner Meinung nach nicht zueinander. Ein Jahr lang habe er die Gelegenheit gehabt, ihren Charakter zu studieren; Mit ihrer Bestimmtheit und ihren Launen würde Florence Bertie nicht glücklich machen. Und Bertie werde ihre Versuche, aus ihm einen besseren, gebildeten Menschen zu machen, bald über haben. Und Jeeves ergänzt: er habe aus einer zufällig überhörten Unterhaltung zwischen Florence und einem anderen Hausgäste vernommen, dass sie Bertie bald Nietzsche zu lesen geben werde. Und Nietzsche werde Bertie gar nicht gefallen. Bertie beordert Jeeves aus seinem Raum und geht zu Bett.
Am nächsten Morgen ist Bertie schon deutlich weniger von Liebeskummer gezeichnet. Pflichtgemäß beginnt er in Types of Ethical Theory zu lesen und kommt schließlich zu dem Schluss, dass Nietzsche noch viel schlimmer sein müsse als das. Der entlassene Jeeves erscheint in dem Moment mit Berties Morgentee und wird von Bertie sofort wieder eingestellt. Nach einem kurzen Moment des Zögerns befragt Bertie Jeeves wegen seines so lebhaft gemusterten Anzugs. Er zögert erneut, als Jeeves diesen als ein wenig zu bizarr bezeichnet. Selbst Berties Hinweis, dass viele seiner Freunde sich nach seinem Schneider erkundigten, weiß Jeeves zu entkräften: Sie täten es nur, um herauszufinden, welchen Schneider sie unbedingt meiden müssten. Nach einem weiteren nachdenklichen Zögern bittet Bertie Jeeves den Anzug wegzugeben und wird darauf von Jeeves informiert, dass er diesen bereits gestern Abend dem Hilfsgärtner geschenkt habe.

## Trivia
- Bertie Wooster ist in der Kurzgeschichte von Jeeves übernimmt das Ruder zunächst ein williger Verlobter von Florence Craye, während er in späteren Romanen und Erzählungen eher unfreiwillig Verlobungen eingeht und alles daran setzt, einer Ehe zu entgehen. Eine drohende Wiederverlobung mit Florence Craye ist eines der wesentlichen Motive des 1946 erstmals veröffentlichten Romans Ohne mich, Jeeves! von P. G. Wodehouse. Bertie Wooster setzt in diesem Roman alles daran, dass Florence Craye ihre Verlobung mit seinem ehemaligen Studienkollegen D’Arcy 'Stilton' Cheesewright aufrechterhält. Florence Craye dagegen steht unter dem Eindruck, dass ihre Erziehungsanstrengungen während ihrer kurzen Verlobungszeit bei Bertie Wirkung gezeigt haben und Bertie sich aktuell mit Spinoza auseinandersetze. Für sie ist dies der Anlass für ihre Entscheidung, die Verlobung mit Bertie wieder aufleben zu lassen, sollte ihre Beziehung zu D’Arcy Cheesewright scheitern.

- Ähnlich wie zuvor Bertie wurde sowohl Berties altem Freund George 'Boko' Fittleworth während seiner kurzen Verlobungszeit mit Florence Craye mit Types of Ethical Theory traktiert. Ähnliches widerfährt D’Arcy 'Stilton' Cheesewright, dem aktuellen Verlobten, der diese Anstrengungen im Gegensatz zu seinen Vorgängern zu schätzen weiß. P. G. Wodehouse mag für diesen Spott über religionsphilosophische Text familiären Anlass gehabt haben; Er war über die mütterliche Seite mit dem britischen Kardinal Newman verwandt war, der durch sein akademisches und literarisches Wirken sowie durch seine Konversion zum Katholizismus das geistige Leben Großbritanniens und Europas im 19. und 20. Jahrhundert tief beeinflusste. Wodehouses Großmutter war eine geborene Fourdrinier und Schwester von Kardinal Newmans Mutter.[2]

- P. G. Wodehouse hat das Motiv von skandalösen Memoiren auch in den Romanen aufgegriffen, die auf Blandings Castle spielen. In Sommerliches Schlossgewitter und Sein und Schwein sind es die Erinnerungen des lebenslustigen Galahad Threepwood, Bruder des verschusselten Lord Emsworth und der ehrwürdigen Lady Constance, deren Veröffentlichung verhindert werden müssen. Gefürchtet wird die Veröffentlichung insbesondere von Sir Gregory Parsloe-Parsloe, dem ewigen Gegenspieler von Lord Emsworth und Sir Galahad – er blickt auf eine besonders bewegte Jugend zurück. Schließlich ist es Lord Emsworth Lieblingsschwein, die Kaiserin von Blandings, die das Manuskript ihrem Futtertrog findet und dieses frisst.

## Erstausgaben in Buchform
- P.G. Wodehouse, Jeeves Takes Charge. In: Carry On, Jeeves, London: Herbert Jenkins, 1925
- P.G. Wodehouse, Jeeves Takes Charge. In: Carry On, Jeeves, New York: George H. Doran, 1927

## Einzelbelege
1. ↑   P. G. Wodehouse hatte die Figur des stets etwas geistesabwesenden Lord Emsworth ein Jahr zuvor in dem Roman Something fresh eingeführt.
2. ↑  Donaldson: P. G. Wodehouse: A Biography. S. 41.